# Бабушкин, Борис Васильевич
Бори́с Васи́льевич Ба́бушкин (21 июля 1923, д. Вараксино, Краснококшайский кантон, Марийская автономная область — 17 декабря 2002, г. Йошкар-Ола, Марий Эл) — марийский советский организатор музейного дела, краевед, педагог, коллекционер, член-корреспондент Всероссийского геральдического общества с 1990 года. Заместитель директора по научной части Марийского республиканского научно-краеведческого музея (Национального музея Республики Марий Эл им. Т. Евсеева) (1950—1967). Инициатор создания Музея истории города Йошкар-Олы (1996) и Марийского отделения ВООПиИК. Почётный гражданин Йошкар-Олы (1993). Участник Великой Отечественной войны.

## Биография
Родился 21 июля 1923 года в д. Вараксино (с 1938 года — в черте г. Йошкар-Олы) Краснококшайского кантона Марийской автономной области в семье работника лесного хозяйства, орденоносца. В 1940 году окончил среднюю школу № 6 г. Йошкар-Олы (ныне — лицей № 11 им. Т. И. Александровой), поступил в Свердловский горный институт.
С 10 июля 1941 года в РККА. Участник Великой Отечественной войны: учился в Свердловской военной авиационной школе и Бирмском авиационном училище лётчиков, лётчик-истребитель на Сахалине, старший лейтенант. Демобилизовался из армии 8 мая 1948 года.
После демобилизации из армии вернулся в Йошкар-Олу, в 1950—1967 годах — заместитель директора по научной части Марийского республиканского научно-краеведческого музея (ныне — Национального музея Республики Марий Эл им. Т. Евсеева).
В 1953 году окончил МГПИ им. Н. К. Крупской по специальности «Учитель географии и естествознания». Затем в течение 19 лет был заведующим учебной частью Республиканской станции юных техников, учителем в школах № 4, 5 г. Йошкар-Олы. 5 лет трудился на Деревообрабатывающем заводе «Марагропромстроя».
В 1993 году присвоено звание «Почётный гражданин города Йошкар-Олы».
Умер 17 декабря 2002 года в г. Йошкар-Оле.

## Историко-краеведческая и музейная деятельность
С 1956 года являлся руководителем группы по выявлению исторических памятников города Йошкар-Олы. С того же года принимал активное участие в работе Марийской археологической экспедиции. В 1960 году в бытность заместителем директора по научной части Марийского республиканского научно-краеведческого музея стал одним из авторов археологической экспозиции музея (вместе с П. Н. Старостиным).
С 1957 года занимался коллекционированием гербовых знаков. Сначала собирал знаки городов, которые посещал, затем собрал уникальную коллекцию гербов городов России и СССР (гербы городов 47 губерний России и 25 областей СССР). Член-корреспондент Всероссийского геральдического общества с 1990 года. Также увлекался фалеристикой и нумизматикой.
Активный краевед, автор изданий «Как организовать экскурсионно-туристический поход по родному краю» (1952), «Физико-географический обзор МАССР» (1954), «По родному краю» (1956) и других, статей о природных богатствах Марийского края в региональных и городских СМИ.
Инициатор создания Марийского отделения ВООПиИК. Также в 1996 году стоял у истоков создания Музея истории города Йошкар-Олы, где провёл первую экскурсию и стал одним из первых дарителей.

## Звания и награды
- Почётный гражданин города Йошкар-Олы (1993)[4][6]
- Медаль «За победу над Германией в Великой Отечественной войне 1941—1945 гг.» (09.05.1945)[3]

## Память

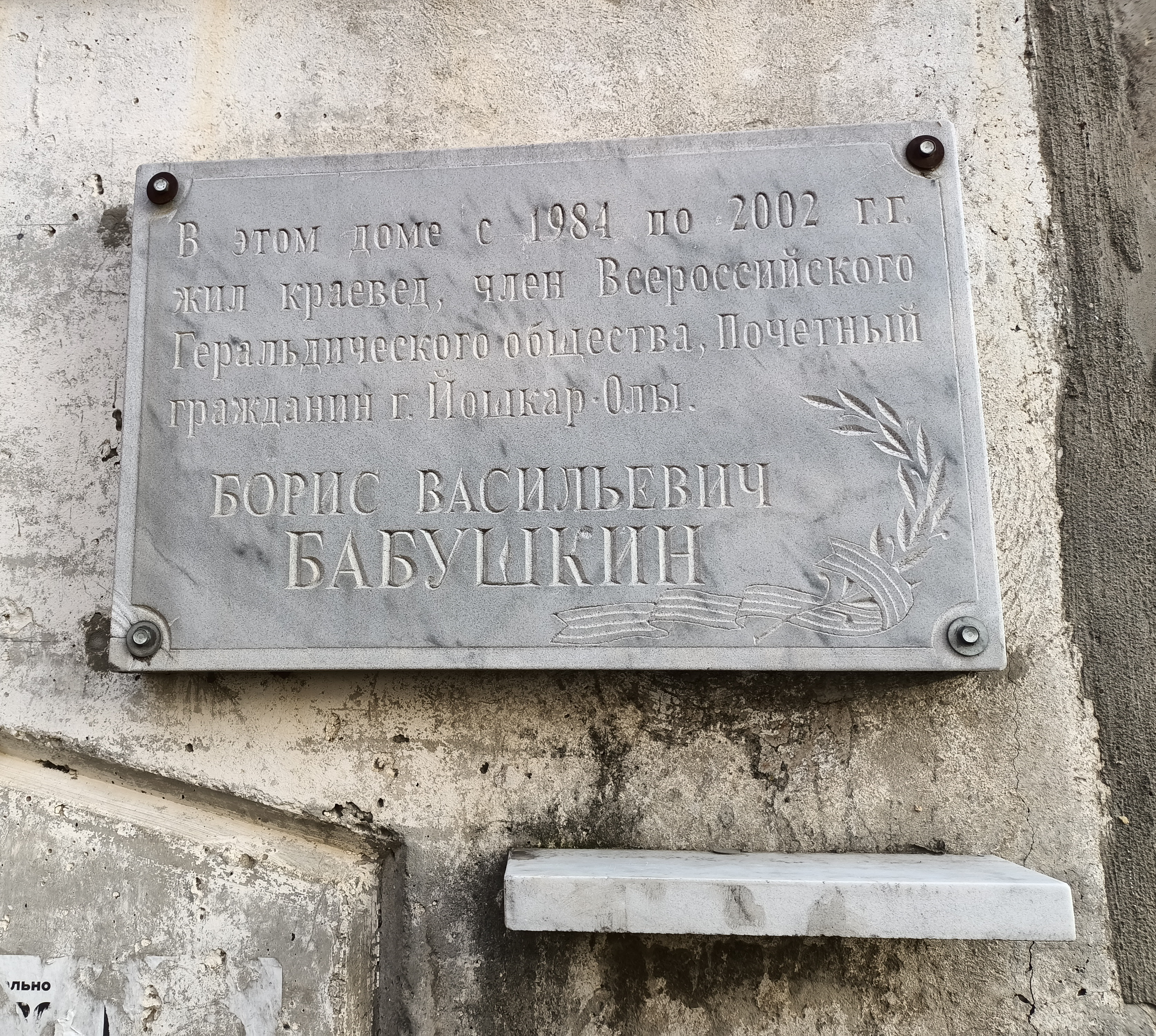
Мемориальная доска краеведу, Почётному гражданину г. Йошкар-Олы Борису Васильевичу Бабушкину на улице Петрова, д. 8 в г. Йошкар-Оле

- Мемориальная доска краеведу, Почётному гражданину г. Йошкар-Олы Борису Васильевичу Бабушкину на улице Петрова, д. 8 в г. Йошкар-ОлеВ Йошкар-Оле на доме, где он жил последние годы (ул. Петрова, 8), установлена мемориальная доска. Надпись на ней гласит: «В этом доме с 1984 по 2002 гг. жил краевед, член Всероссийского Геральдического общества, Почётный гражданин г. Йошкар-Олы Борис Васильевич Бабушкин»[4].